# Подоймиця
Подоймиця (рос. Подоймица; рум. Podoimița) — село в Кам'янському районі в Молдові (Придністров'ї). Входить до складу Подойминської сільської ради.
Згідно з переписом населення 2004 року у селі проживало 1,4% українців.